# Энгельке, Мария Александровна
Мария Александровна Энгельке (1918—2011) — художница, член Ленинградского союза художников с 1949 года, член Союза московских архитекторов с 1976 года, лауреат Премии Совета Министров СССР.

## Биография
Мария Александровна Энгельке родилась в Петрограде 17 апреля 1918 года. В 1949 году закончила живописный факультет в Ленинградской Академии художеств.
Была награждена медалью «Медаль «За доблестный труд в Великой Отечественной войне 1941—1945 гг.».
После 1944 года работала с мужем архитектором Александром Рочеговым, как художник-монументалист и как дизайнер интерьеров. Также сотрудничала со многими ведущими советскими архитекторами.
М. А. Энгельке — автор художественного оформления интерьеров вестибюля и холлов гостиницы «Ленинградская», интерьера метро Арбатская в Москве, живописного панно станции метро «Пушкинская» в Ленинграде.
В 1976 года за разработку проекта и строительства Концертного зала гостиницы «Россия» была удостоена Премии Совета Министров СССР.
Автор интерьеров парадных помещений дома Советов министров Российской федерации.

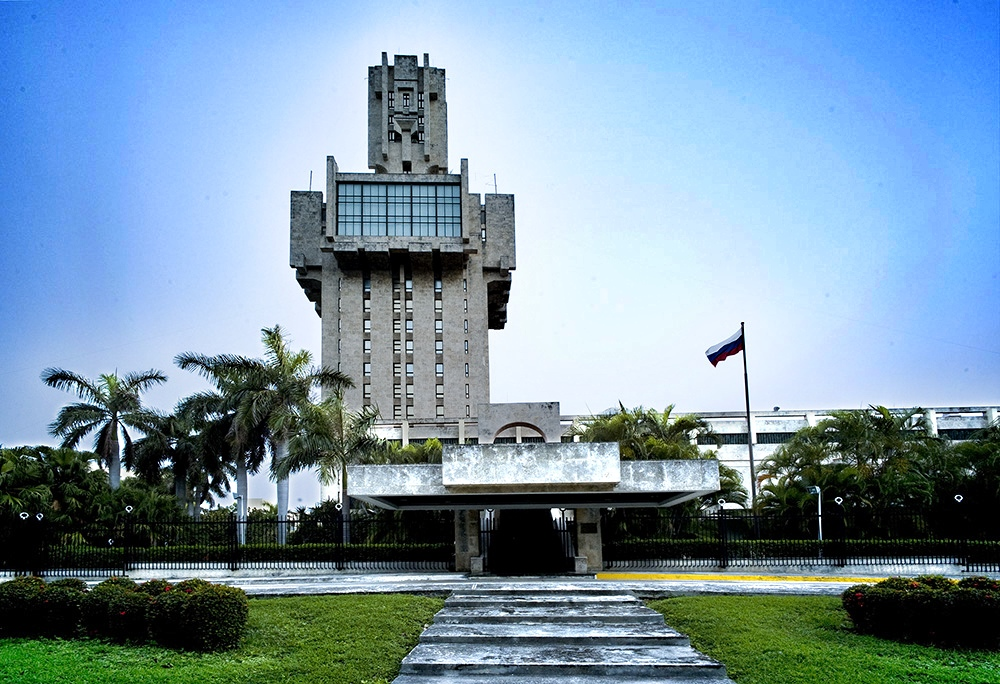
Посольство России в Гаване

В 1976 году совместно с мужем, архитектором А. Г. Рочеговым, автор проекта посольства СССР на Кубе.
С 1977 года участвовал в Московских, Молодёжных и Российских выставках.
Автор росписи Белой трапезной в частных приёмных помещениях Храма Христа Спасителя в Москве.
Умерла в 2011 году. Похоронена на Донском кладбище.

## Семья
Муж — А. Г. Рочегов, архитектор.
Дочери:
- Анна Александровна Рочегова, художник.
- Наталия Александровна Рочегова, профессор Московского архитектурного института[3].